# Taça de Portugal de Andebol Feminino
Taça de Portugal de Andebol Feminino (deutsch: Portugiesischer Handballpokal der Frauen) ist ein nationaler Handballwettbewerb für Vereinsmannschaften in Portugal. Organisiert wird er von der Federação de Andebol de Portugal, dem Handballverband des Landes.

## Geschichte
Der portugiesische Handballpokal der Männer (Taça de Portugal de Andebol Masculino) wurde in der Saison 1971/1972 erstmals ausgespielt. Der portugiesische Pokal der Frauen folgte in der Saison 1975/1976. Gewinner der ersten Spielzeit war Belenenses Lissabon. Rekordpokalsieger ist (Stand 2021) Madeira Andebol SAD mit 19 Titeln bei 21 Teilnahmen. Überhaupt dominieren die Vereine von der portugiesischen Insel Madeira ab 1995 den Pokalwettbewerb.